# Парламентские выборы на Кипре (1976)
Парламентские выборы на Кипре проходили 5 сентября 1976 года. В результате победу одержал Демократический фронт, получивший 21 место из 35. Явка составила 85,3 %.
Выборы проходили по мажоритарной системе. Во всех 35 округах победила коалиция Демократический фронт-АКЭЛ- Движение за Социал-демократию.
Коалиция ДНП-ДД проиграла выборы в всех округах.

## Результаты
| Партия | Партия                                                         | Голосов | %      | Мест | +/-   |
| ------ | -------------------------------------------------------------- | ------- | ------ | ---- | ----- |
|        | Демократический фронт                                          | 756 251 | 43,75% | 21   | новая |
|        | Прогрессивная партия трудового народа                          | 264 005 | 15,27% | 9    | 0     |
|        | Движение за социал-демократию                                  | 172 485 | 9,98%  | 4    | +2    |
|        | Демократическая национальная партия — Демократическое движение | 63 266  | 27,6   | 0    | -2    |
|        | Независимые                                                    | 2 751   | 1,2    | 1    | +1    |
|        | Недействительных/пустых бюллетеней                             | 3 541   | -      | -    | -     |
|        | Всего                                                          | 232 765 | 100    | 35   | 0     |
|        | Зарегистрированных избирателей/Явка                            | 272 898 | 85,3   | -    | -     |
|        | Источник: Nohlen & Stöver                                      |         |        |      |       |